# Ytterbusjön
Ytterbusjön är en sjö i Lycksele kommun i Lappland och ingår i Umeälvens huvudavrinningsområde. Sjön har en area på 1,34 kvadratkilometer och ligger 259,1 meter över havet. Sjön avvattnas av vattendraget Sikbäcken.

## Delavrinningsområde
Ytterbusjön ingår i det delavrinningsområde (717165-165034) som SMHI kallar för Utloppet av Ytterbusjön. Medelhöjden är 284 meter över havet och ytan är 8,87 kvadratkilometer. Räknas de 2 avrinningsområdena uppströms in blir den ackumulerade arean 20,68 kvadratkilometer. Sikbäcken som avvattnar avrinningsområdet har biflödesordning 3, vilket innebär att vattnet flödar genom totalt 3 vattendrag innan det når havet efter 198 kilometer. Avrinningsområdet består mestadels av skog (78 procent). Avrinningsområdet har 1,34 kvadratkilometer vattenytor vilket ger det en sjöprocent på 15,1 procent.